# Home rule
Home rule (ang. home 'dom, ojczyzna' i rule 'reguła, władza' z łac. regula 'reguła, prawidło') – żądania stawiane Zjednoczonemu Królestwu przez część irlandzkiego ruchu oporu w latach 1870-1918. Spopularyzował je w 1870  irlandzki poseł do Izby Gmin Isaac Butt. Ruch na rzecz home rule, stosując metody parlamentu, dążył do zastąpienia unii brytyjsko-irlandzkiej z 1800 r. federacją (powołanie parlamentu i rządu irlandzkiego oraz powierzenie im irlandzkich spraw wewnętrznych). Chcieli również uzyskać równouprawnienie katolików oraz przyznania Irlandii pełnej autonomii. Po dwóch nieudanych próbach (w 1886 i w 1893 odrzucono projekty ustaw o home rule) parlament brytyjski przyznał w 1914 autonomię Irlandii (bez Ulsteru), przy jednoczesnym odroczeniu wejścia jej w życie do zakończenia wojny. W grudniu 1918 roku zwolennicy home rule ponieśli całkowitą klęskę w konfrontacji wyborczej z niepodległościową organizacją Sinn Féin (My Sami) i ruch przestał istnieć.